# デイヴィッド・ジェイン・ヒル

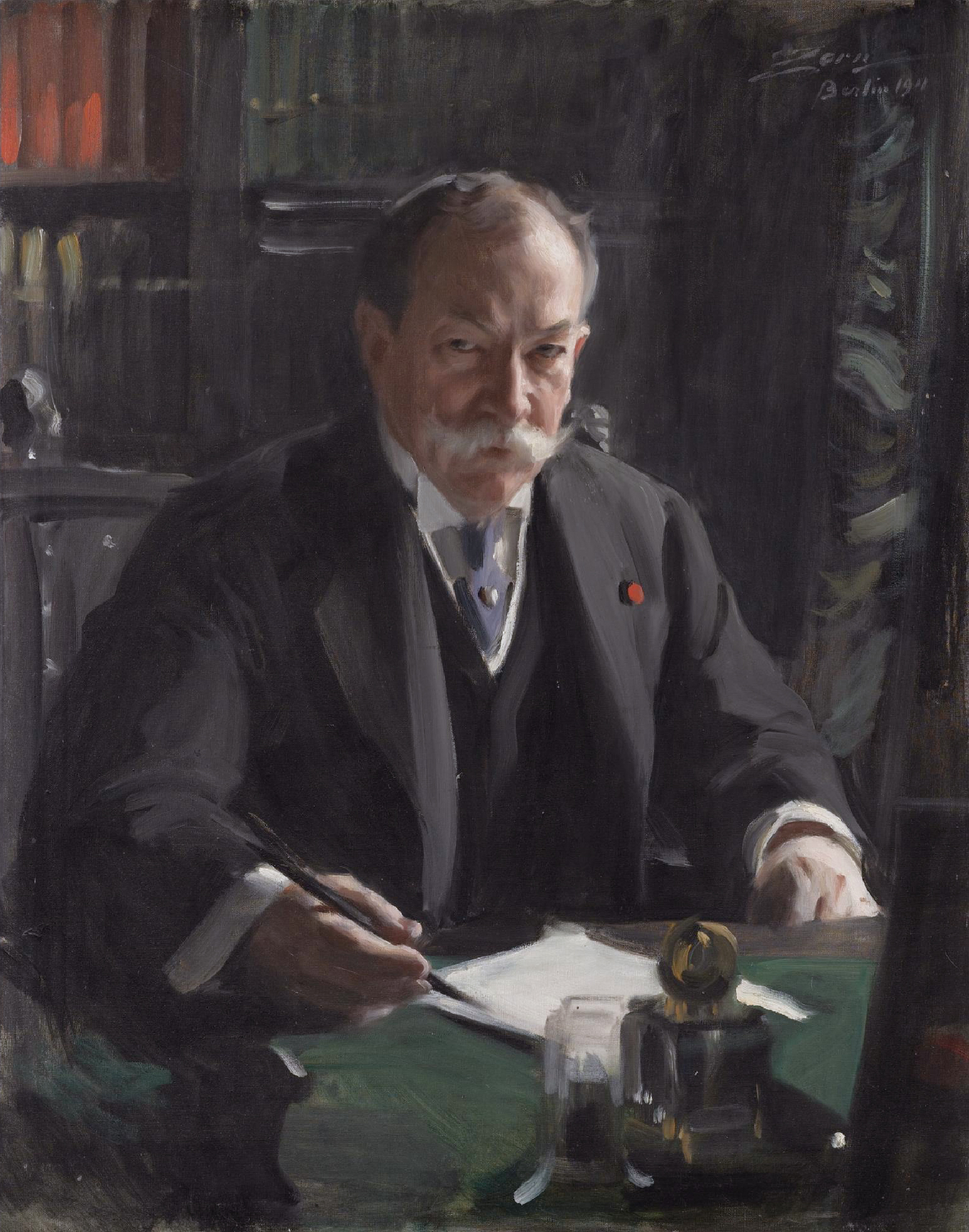
デイヴィッド・ジェイン・ヒル

デイヴィッド・ジェイン・ヒル（David Jayne Hill, 1850年6月10日 - 1932年）は、アメリカ合衆国の政治家、外交官、歴史家。1898年から1903年まで第24代アメリカ合衆国国務次官補を務め、1908年から1911年まで在ドイツアメリカ合衆国特命全権大使を務めた。

## 生涯
1850年、ヒルはニュージャージー州プレインフィールドにおいて誕生した。ヒルはバックネル大学で学び、1874年に同大学を卒業した。ヒルは1877年から1879年までバックネル大学で修辞学の教授を務めた。ヒルは1879年から1888年までバックネル大学の学長を務め、1888年から1896年までロチェスター大学の学長を務めた。ヒルはその後ヨーロッパで数年を過ごし、国際法と外交を学んだ。
1898年、ヒルはジョン・ヘイ国務長官の下で国務次官補に任ぜられ、1903年まで同職を務めた。ヒルはその後、1903年から1905年まで駐スイス公使を、1905年から1908年まで駐オランダ公使および駐ルクセンブルク公使を、そして1908年から1911年まで駐ドイツ大使を務めた。
1914年、ヒルは合衆国上院議員に立候補したが、敗北した。ヒルはその後ワシントンD.C.の比較法学外交大学院でヨーロッパ外交の教授をわずかな期間務め、そしてハーグ国際司法裁判所の常設評議会で評議員となった。
第一次世界大戦が拡大すると、ヒルは民主党政権に対する批判を始めた。そして合衆国が戦争参加を決定すると、戦争に対する政権の判断を厳しく追及した。1920年7月、ヒルは共和党ニューヨーク州大会で議長を務めた。そしてヒルは1932年に死去した。

## 著作物
- The Life of William Cullen Bryant (1878)
- The Science of Rhetoric (1878)
- The Life of Washington Irving (1879)
- The Elements of Psychology (1886)
- The Social Influence of Christianity (1888)
- Principles and Fallacies of Socialism (1888)
- Genetic Philosophy (1893)
- The Conception and Realization of Neutrality (1902)
- The Contemporary Development of Diplomacy (1904)
- History of Diplomacy in the International Development of Europe, embracing A Struggle for Universal Empire (1905)
- The Establishment of Territorial Sovereignty (1906)
- World Organization as Affected by the Nature of the Modern State (1911)
- The Diplomacy of the Age of Absolutism (1914)
- The People's Government (1915)
- Americanism: What It Is (1916)
- The Rebuilding of Europe (1917)
- Impressions of the Kaiser (1918)
- Present Problems in Foreign Policy (1919)
- American World Policies (1920)